# Oberlaufing
Oberlaufing ist ein Gemeindeteil der Kreisstadt Ebersberg im oberbayerischen Landkreis Ebersberg. Das Dorf liegt circa eineinhalb Kilometer südöstlich von Ebersberg.

## Baudenkmäler
Siehe: Liste der Baudenkmäler in Oberlaufing